# 郑丙
郑丙（1121年—1194年），字少融，福建长乐人，宋代官員。

## 生平
生于北宋宣和三年（1121年），绍兴十五年进士，歷新城縣主簿，平海軍節度推官，授建州教授，转国子监主簿。孝宗即位，诏求直言，鄭丙上疏建议，从谏、远佞、勤政、用人、裕民、练兵六事。隆興元年（1163年），爲御史臺檢法官，遷監察御史。乾道三年（1167年），爲成都府路轉運判官。乾道六年（1170年）五月，擔任礼部员外郎。淳熙五年（1178年），召爲秘書少監，淳熙七年任吏部侍郎，淳熙八年转中大夫，累遷吏部尚書。與唐仲友有往來，淳熙九年（1182年），上疏诋朱程之學，谓道学“欺世盗名，不宜信用”，“蓋指熹也”。史稱“慶元道學之禁，濫觴於鄭丙”。淳熙十年二月，进龙图阁学士，连任建宁府，改绍兴府兼浙东安抚使，不久，提举江州太平兴国宫，举隆兴府玉隆万寿宫，转通奉大夫，起知泉州府。淳熙十六年，光宗继位，进端明殿学士。应诏上封事數千言，以谨始为戒。朱熹雖為鄭丙所劾，仍深服其人。光宗紹熙四年（1193年）致仕，居猴屿村，五年，卒。谥简肃。

## 延伸阅读
[在维基数据编辑]
 《宋史·卷394》，出自脱脱《宋史》